# Iglesia de San Jorge (Manzaneda)

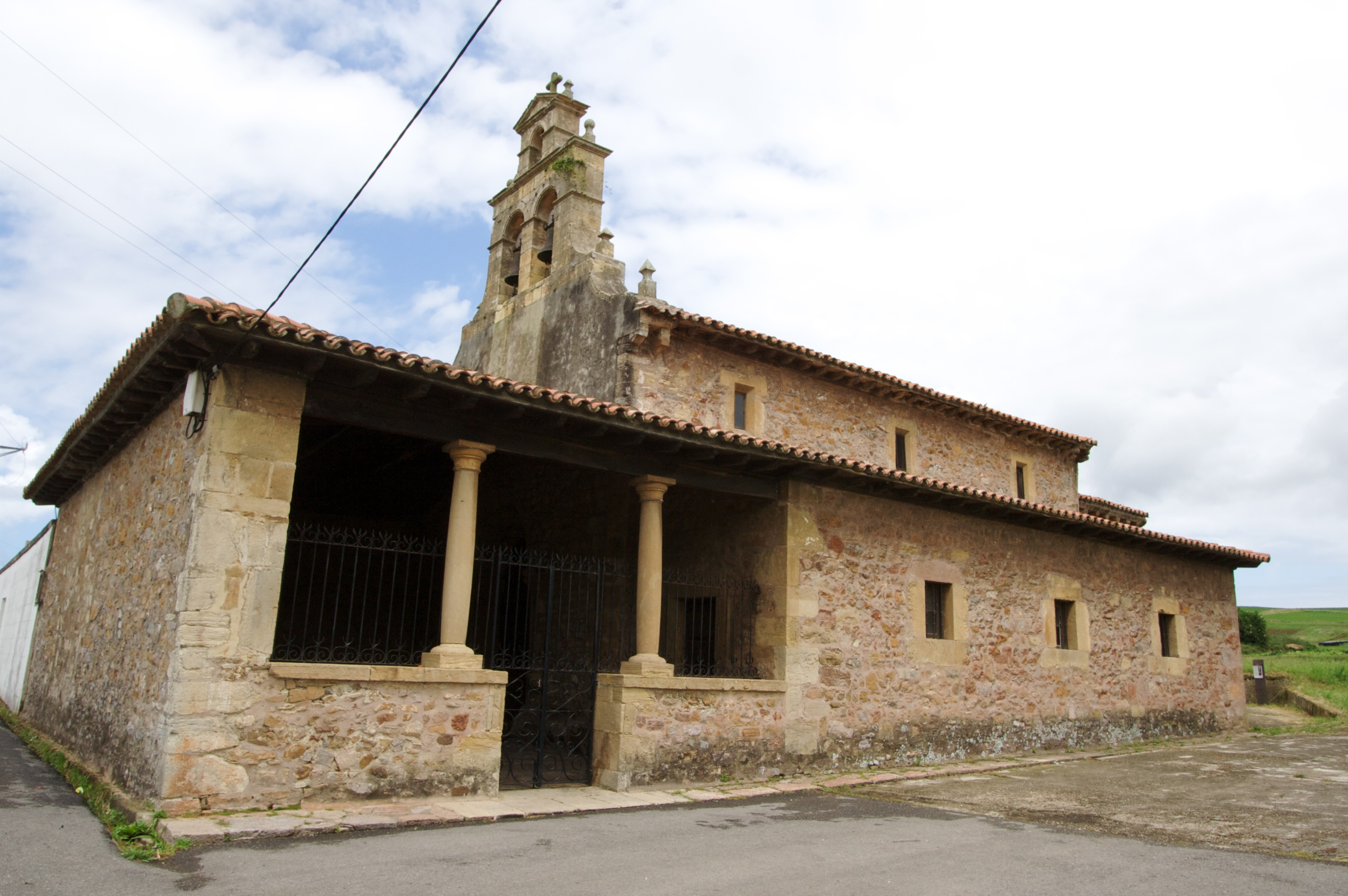
Vista de la iglesia

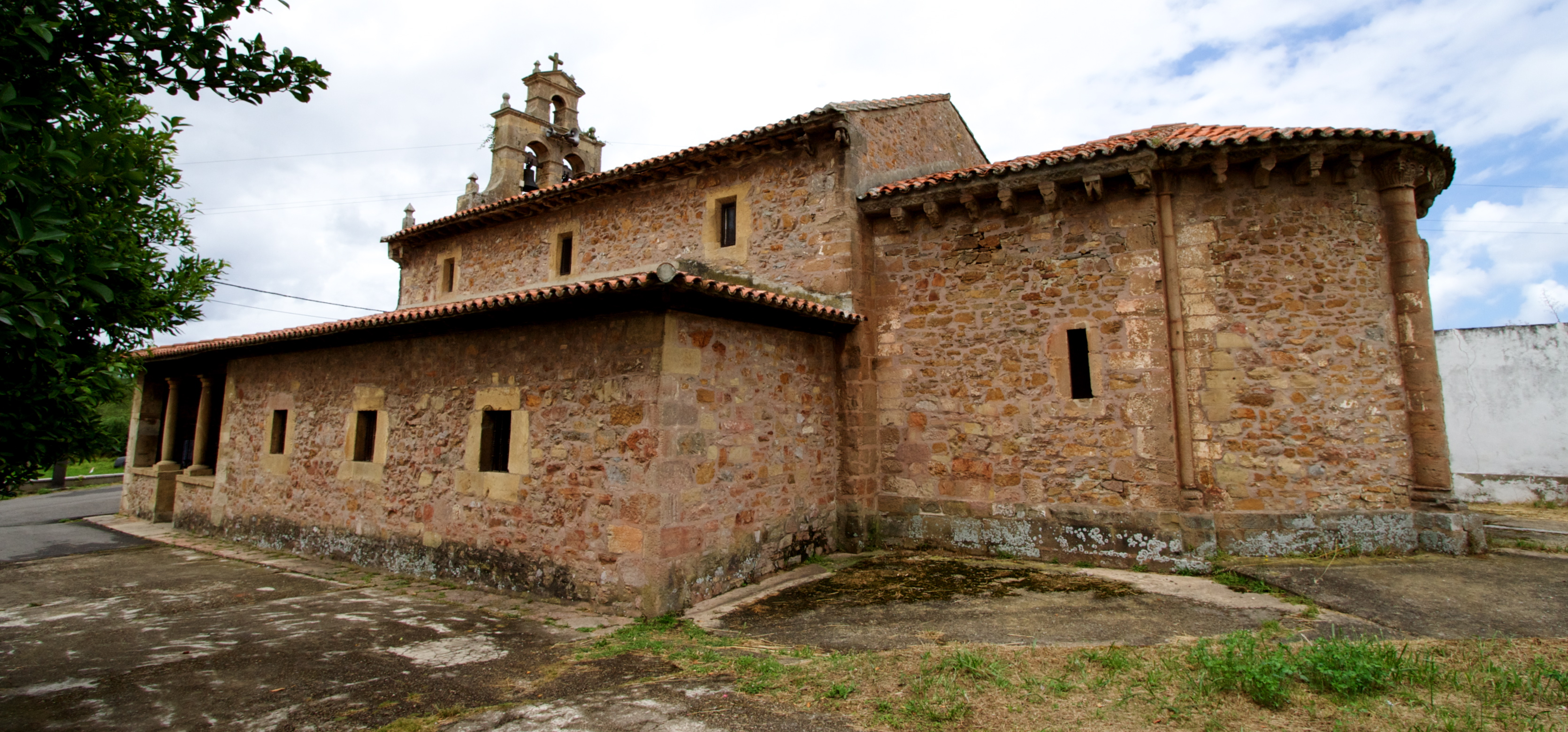
Vista lateralde la iglesia

La iglesia de San Jorge de Manzaneda, sita en el concejo de Gozón, constituye un ejemplo notable de la arquitectura románica asturiana, dentro de su período clasicista, correspondiente a finales del siglo XII y comienzos del XIII. De pequeñas dimensiones, se trata de un templo notable por su arquitectura y por su integración en un entorno escasamente alterado.
Emplazada junto al pueblo de Alvaré, en la parroquia gozoniega de Manzaneda, la iglesia de San Jorge es un edificio de pequeñas dimensiones, que mantiene una superficie próxima a las medidas estándar establecidas para las iglesias románicas de carácter rural de Asturias. Tiene una sola nave rectangular, sin división de tramos en el interior ni capillas laterales. La cabecera se compone de dos tramos, uno recto próximo a la nave de tradición local, y otro, en el extremo oriental, de sección semicircular, vinculado a las corrientes del románico internacional.
Otros elementos que vinculan la iglesia a esas corrientes foráneas del románico son los rasgos decorativos presentes en determinados espacios del templo, caso de la portada, con su taqueado jaqués los dientes de sierra o sus motivos en zigzag, el arco de triunfo con un capitel en el que se desarrolla un limitado repertorio iconográfico y, sobre todo, varios de los canecillos presentes en su ábside, que incluyen figuras humanas y animales.
Rasgos que vinculan la iglesia con la tradición constructiva local son la sencillez de la planta y la pobreza de los materiales empleados en la construcción, en su mayor parte mampostería de sillarejo. La factura tosca e irregular de los muros y de los elementos decorativos vinculan la obra a talleres de tradición local.
La cubierta se soluciona combinando una vez elementos populares y cultos. Así, y respecto a los primeros, se utiliza estructura con armazón de madera para la nave, mientras que en la cabecera aparece la bóveda de cañón para el tramo recto y la de horno para el hemiciclo, en clara vinculación con esas corrientes cultas a las que se aludía.
Los datos históricos existentes sobre la iglesia de Manzaneda son muy escasos, ya que no existen fuentes documentales o epigráficas que aludan a esta construcción, a pesar de su indudable antigüedad. Su historia está vinculada con la del cercano palacio de Manzaneda, edificación del siglo XVII desarrollada en torno a una gran torre bajomedieval.
La ausencia de datos documentales y epigráficos ha dificultado una datación concreta del edificio, si bien suele concluirse que su construcción dataría de finales del siglo XII o comienzos del XIII, en la plenitud del románico asturiano.
La obra original ha sufrido diversas alteraciones a lo largo de la historia, aunque mantiene esencialmente las dimensiones y volúmenes originales. Pequeñas reformas fueron ejecutadas a lo largo de los siglos, caso de la apertura de una ventana en el muro sur del ábside, el cierre del pórtico por el sur o el añadido de la espadaña, fechada en 1774. La iglesia fue incendiada en 1936, durante la guerra civil, perdiéndose gran parte de su contenido. Una gran restauración del templo fue llevada acometida entre 1942 y 1950, modificándose la parte alta de los muros de la nave y perdiéndose los canecillos existentes en esa zona.

## Galería de imágenes

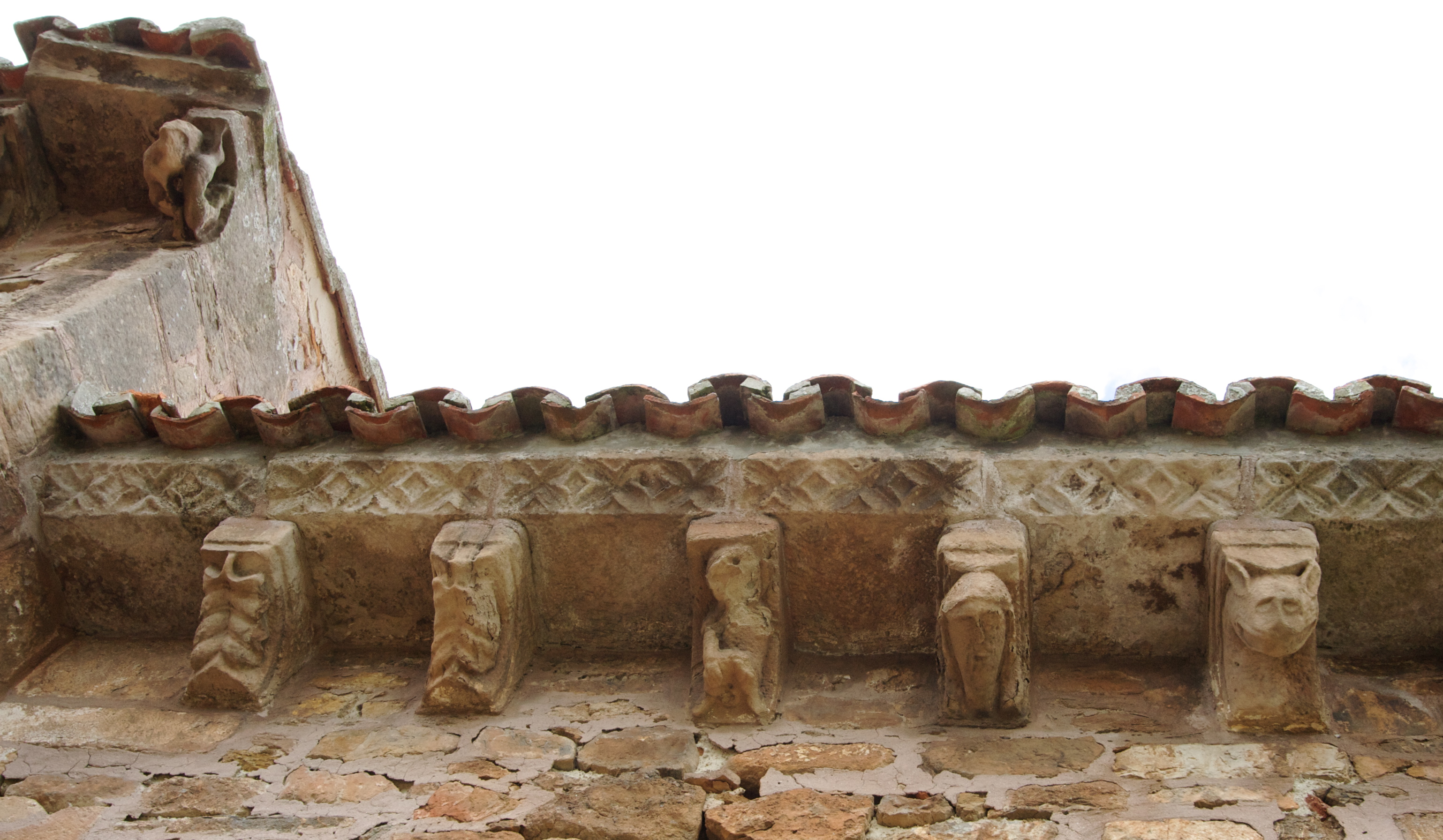
Canecillos.
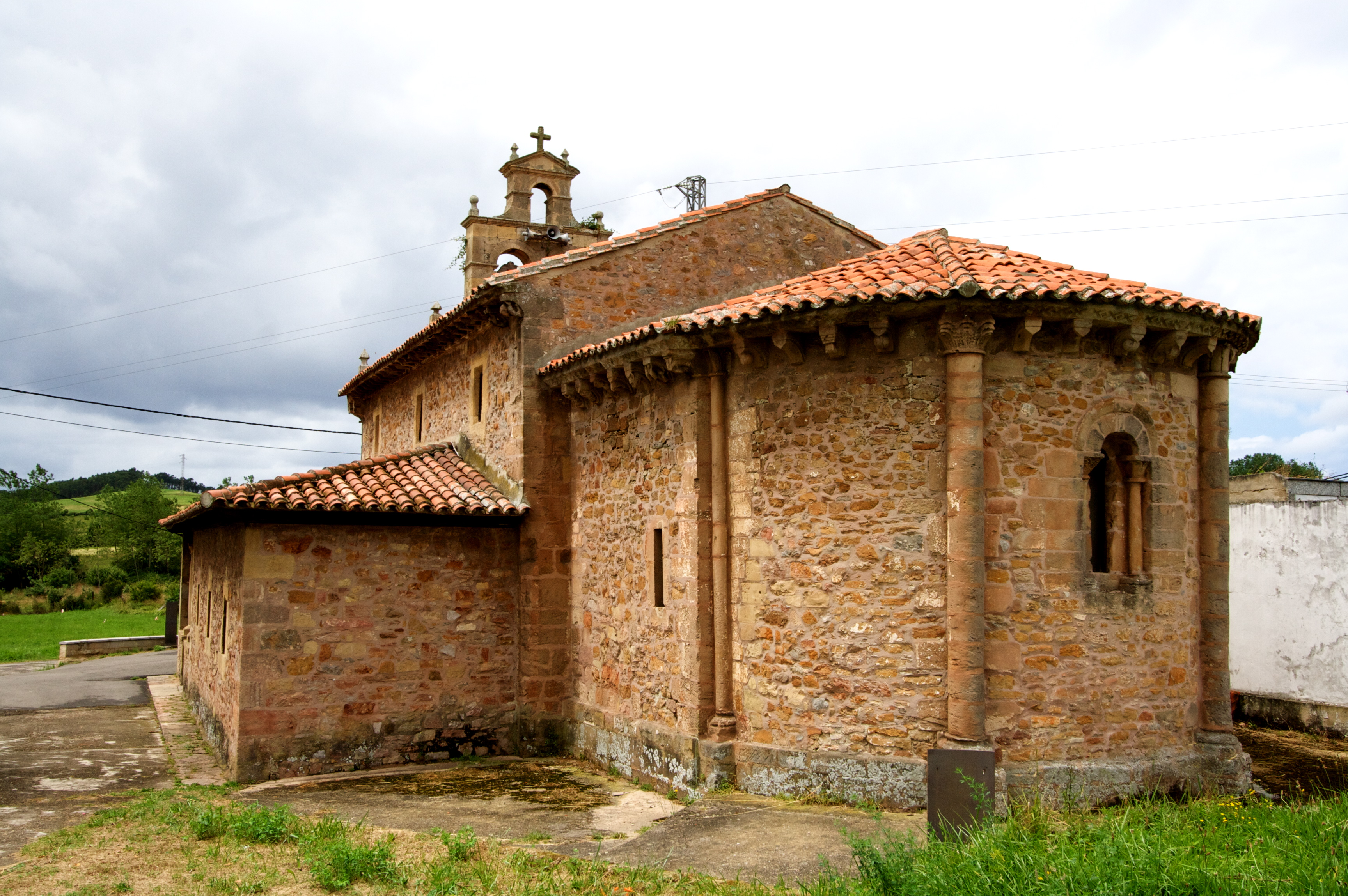
Vista de la iglesia con el ábside en primer término.
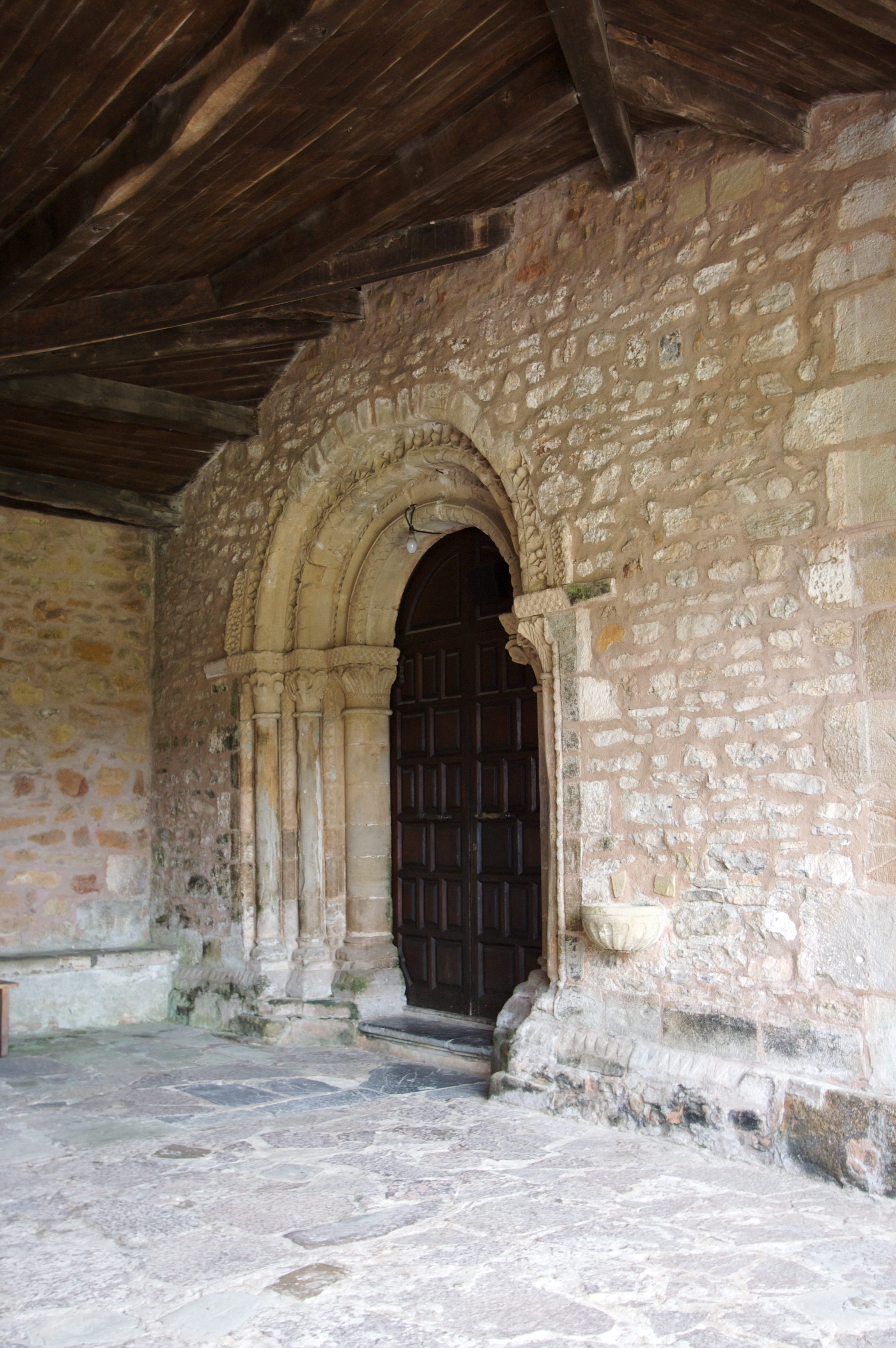
Pórtico de entrada a la iglesia.
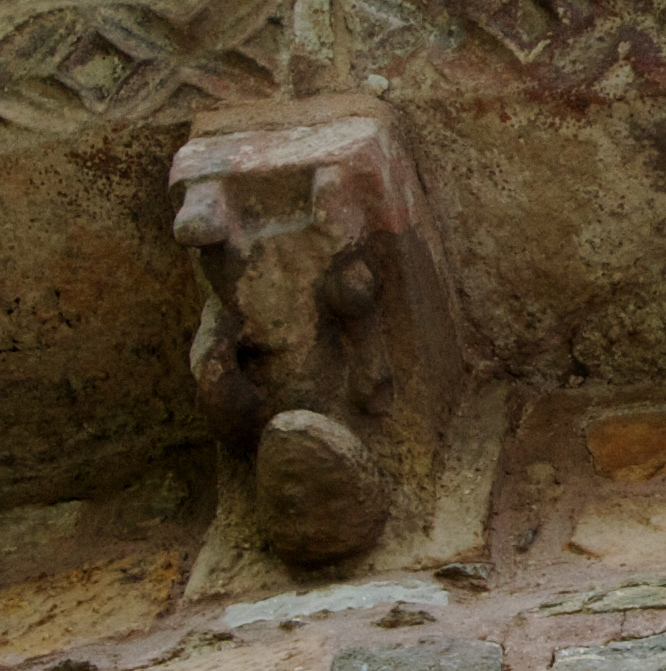
Canecillo que representa a una figura humana invertida.
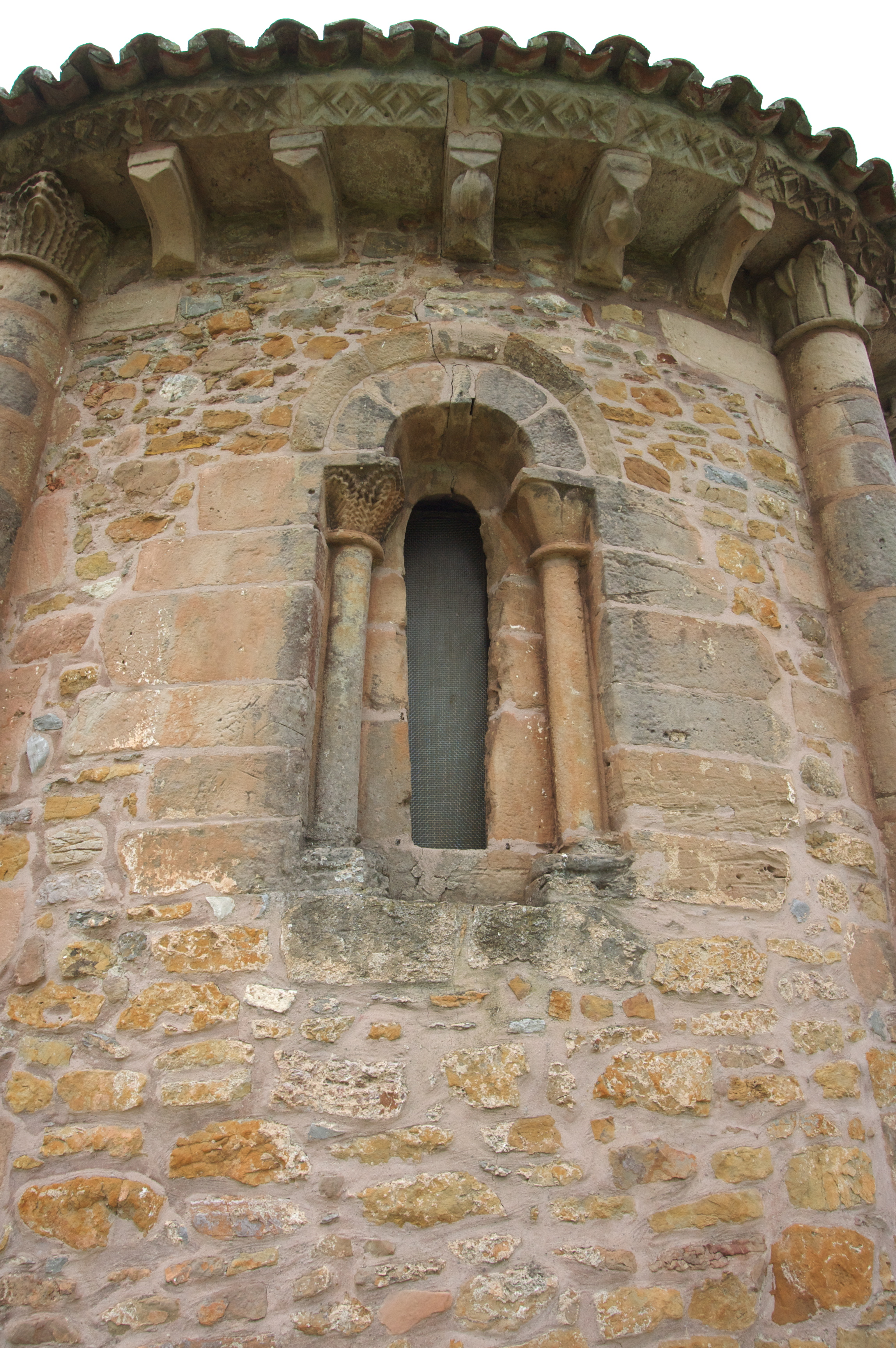
Ventana del ábside
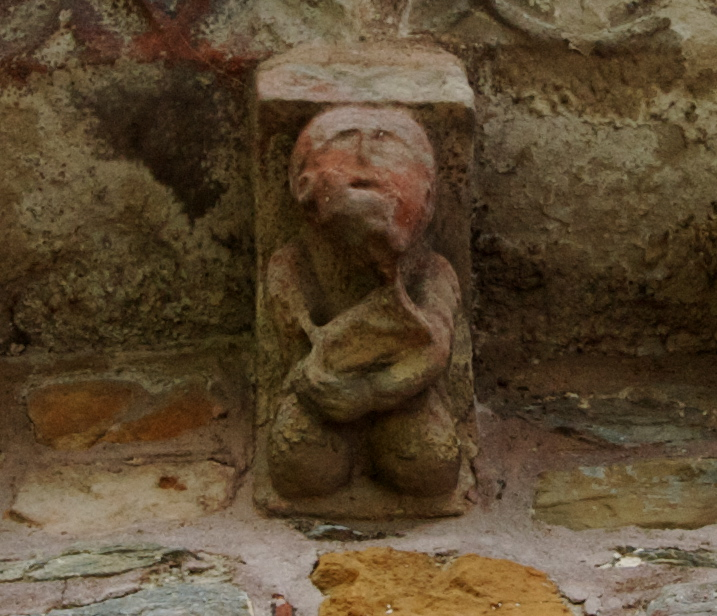
Canecillo que representa a un músico probablemente tocando la viola.
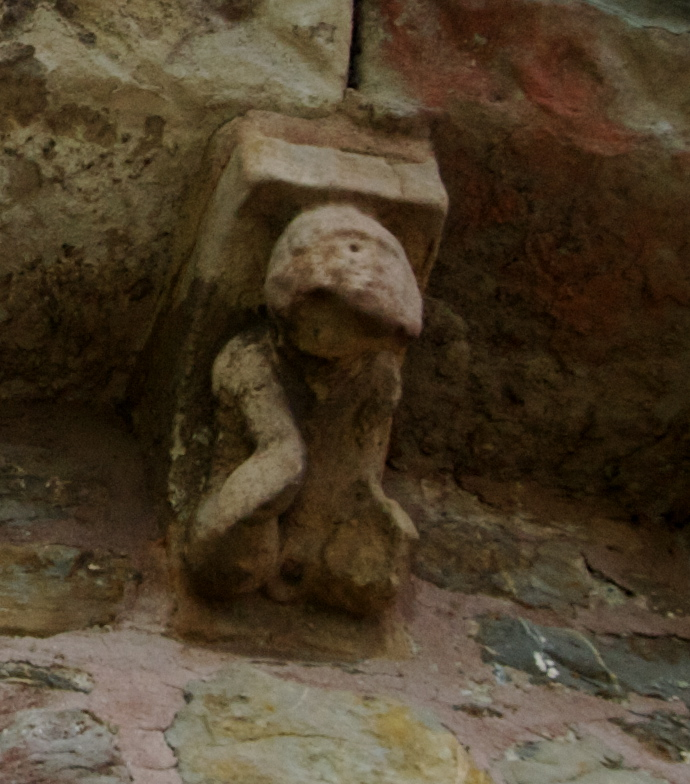
Canecillo que muestra una figura humana con las piernas abiertas.

- Este artículo incluye contenido derivado de una disposición relativa al proceso de protección, incoación o declaración de un bien cultural o natural publicada en el BOPA n.º 62 el 14 de marzo de 2008 (texto), el cual está libre de restricciones conocidas en virtud del derecho de autor de conformidad con lo dispuesto en el artículo 13 de la Ley de Propiedad Intelectual española.

- Datos: Q5991842